# Ровное (Чуйская область)
Ровное (кирг. Ровный) — село в Панфиловском районе Чуйской области Кыргызстана. Входит в состав Кюрпюльдекского аильного округа. Код СОАТЕ — 41708 219 820 03 0.

## География
Село расположено в северо-западной части области, вблизи государственной границы с Казахстаном, севернее Большого Чуйского канала, на расстоянии приблизительно 12 километров (по прямой) к северо-западу от города Каинды, административного центра района. Абсолютная высота — 764 метра над уровнем моря.

## Население
| год     | 2009 | 2014 | 2015 |
| ------- | ---- | ---- | ---- |
| человек | 691  | 695  | 616  |